# 두시의 데이트
《두시의 데이트 안영미입니다》는 MBC FM4U(전국, 수도권 기준 FM 91.9MHz)에서 매일 오후 2시부터 오후 4시까지 방송되는 연예오락 라디오 전문 프로그램이다. 줄여서 두데라고도 부른다. 대한민국의 방송인 김기덕이 1995년까지 이 프로그램을 진행하여 1994년 최장수 단일 프로그램 진행자로 기네스 북에 등재되기도 하였다.

## DJ
- 방송인 안영미 (여)

## 역사
두시의 데이트는 1973년 4월 1일부터 김기덕이 프로그램의 진행을 맡아오며 장수 프로그램 기록을 세우고 있었다. 그러던 도중 1995년에 김기덕이 연예인 금품수수 비리사건에 연루되었고, 당시 며칠 간의 녹음 방송분을 남기고 잠적하는 사건이 발생하였다. 이후 김기덕의 빈자리는 가수 겸 방송인 임백천, 코미디언 주병진이 차례대로 진행하였다. 1996년 1월에는 주병진이 하차하고 가수 한동준이 진행을 맡았다. 
1997년부터 가수 이문세가 새 진행자가 되었으며, 2000년에 이문세가 새 앨범 준비 등의 이유로 잠시 방송을 쉬게 되어 윤도현이 대타로 진행을 맡게 되었다가 고정 DJ가 되었다. 2003년 봄 개편부터는 윤도현이 하차하고 윤종신이 진행을 맡았다. 그러다가 2008년 봄 개편으로 윤종신은 하차하고, 이 시기에 후임으로 결정됐던 박명수가 결혼을 하면서 신혼여행을 떠나게 되어 약 2주간 김동완, 김장훈, 김C, 김성주가 각각 3~4일씩 대타로 진행을 맡았다. 이후 정식으로 평일 진행은 박명수가, 주말 진행은 붐이 맡았다. 2008년 가을 개편으로 붐이 하차하고 주말까지 박명수가 진행하면서 다시 단일 DJ체제로 진행된다. 《2009 MBC 연기대상 시상식》에서 박명수는 라디오 부문 우수상을 수상했다.
2010년 가을 개편 시기에 박명수가 건강 상의 이유로 자진 하차 의사를 밝혔고, 후임으로 윤도현이 다시 DJ를 맡게 되었다. 같은 해 연말에 열린 《MBC 연기대상》에서 리포터 김유리가 두시의 데이트로 라디오 리포터 부문 특별상을 수상했다.
2011년 10월, 윤도현이 가을 개편을 앞두고 갑작스럽게 방송국에 의해 하차가 결정되었는데, 윤도현은 각 프로그램 DJ들에게 주어진 2주일간의 휴가를 뒤늦게 다녀오자마자 하차를 통보 받아 이를 두고 여러 추측이 분분했다. MBC 측은 방송에 복귀하려던 주병진을 후임 DJ로 영입했다고 발표했지만, 언론에 퍼진 전후 상황을 부담스럽게 느낀 주병진이 이를 거부했고, 방송사는 가수 겸 작곡가 주영훈을 개편 전날까지 한시적으로 DJ를 맡겼다. 이후에도 다른 대안이 없어 결국 주영훈을 2011년 가을 개편부터 공식 DJ로 임명하였다. 2013년 5월 19일을 끝으로 주영훈이 방송 활동을 이유로 하차하면서 5월 20일부터 손호영이 임시 DJ를 맡았으나 손호영이 활동을 중단하면서 2013년 5월 22일부터는 박명수, 은지원, 박경림, 노홍철, 그리고 다시 은지원, 하하, 이기찬 순으로 임시 진행하다가
2013년 6월 10일부터는 임시 DJ인 박경림이 정식 진행자가 되면서 동시에 최초 여자 진행자가 되었다. 2016년 9월 26일부터 2019년 9월 29일까지 지석진이 진행하였으며
2019년 9월 30일부터 2023년 4월 16일까지 뮤지, 안영미가 두시의 데이트 최초로 공동 진행자가 되어 진행하였다. 2023년 4월 17일부터 2023년 4월 30일까지 배우 송진우, 가수 영탁, 밴드 소란 보컬 고영배 등 그간 '두시의 데이트'와 인연을 맺은 이들이 스페셜 DJ를 맡아 2023년 4월, 5월을 채웠다. 2023년 5월 29일부터  2024년 6월 2일까지 방송인 재재가 진행하였다. 2024년 6월 3일부터 방송인 안영미가 복귀하여 진행하고 있다.

## 코너
평일 코너 (1, 2부)
- 내귀에 섹시맵시
- 좁다 좁아

주말 코너 (1, 2부)
- 집사카페

요일별 코너 (3, 4부)
- 월요일 : 음악의 신
- 화요일 : 안영미의 간당간당
- 수요일 : 무엇이든 물어볼게요 (G : 정영한)
- 목요일 : 두말 드라마 (G : 조수연, 신윤승)
- 금요일 : 돌싱어즈 (G : 나비)
- 토요일 : 일어나십쇼~! (G : 손동표)
- 일요일 : 선곡 엎고 튀어! (G : 톡식 김슬옹)

## 수상 목록
- 2023년 MBC 방송연예대상 라디오 부문 여자 신인상 (재재)

## 같이 보기
- 연예오락
- 은가은의 빛나는 트로트 (KBS 2라디오)
- 한동준의 FM POPS (CBS 음악FM)

## 특이 사항
- 방송 개시부터 2011년 가을 개편 이전까지 영화 《엠마뉴엘》의 타이틀곡인 Emmanuelle Main Theme을 편곡하여 오프닝곡으로 사용되었다. 이 과정에서 1995년 4월 1일 주병진이 진행을 맡게 되면서부터 디스코 버전으로 변경되었고, 이후 윤종신이 진행을 맡으면서부터 발라드 버전으로 리메이크된 음악이 사용되기 시작되었다. 2010년 윤도현이 복귀하면서부터 락 버전으로 리메이크된 음악이 사용되었다.
- 주영훈이 정식으로 진행을 맡게 된 2011년 가을 개편 이후, 방송이 처음 생긴 이래 40여 년 만에 오프닝 음악으로 Emmanuelle Main Theme를 사용하지 않고 다른 곡(Chuck Mangione - Children Of Sanchez)으로 교체되어 사용되었다. 2013년 5월 주영훈이 하차하면서, 오프닝 음악을 Emmanuelle Main Theme(윤종신 진행 당시의 버전)로 다시 변경되어 사용 중이다. 지석진이 진행을 맡은 이후 예전의 디스코 버전 오프닝으로 변경되었다. 그러다가 2018년 11월 5일에 발라드 버전으로 또 다시 변경되었다.